# María Martí Alegre
María Martí Alegre, més coneguda com a Trueno (València, 21 de setembre de 1990) és una exfutbolista valenciana, que jugà com a defensa lateral al València CF.
Comença a jugar als quatre anys a l'escola del Crack's, unint-se a les categories inferiors del Col·legi Alemany en la temporada 2004-2005. Participa en l'equip del Col·legi Alemany que ascendeix a la Superlliga en 2007, i es manté a l'equip quan es converteix en el València CF femení, romanent a l'equip uns 10 anys. En acabar la temporada 2014-15, el València CF decideix no renovar-li el contracte, i en juliol de 2015 anuncia que es retira del futbol.